# Fab Melo
Fabricio „Fab” Paulino de Melo (ur. 20 czerwca 1990 w Juiz de Fora, zm. 11 lutego 2017 w Brasílii) – brazylijski koszykarz występujący na pozycji środkowego. 
W 2010 wystąpił w meczu gwiazd amerykańskich szkół średnich - McDonald’s All-American.
Melo spędził dwa sezony na Syracuse University, gdzie reprezentował barwy zespołu Syracuse Orange. W drugim sezonie został wybrany najlepszym defensywnym koszykarzem roku w Big East. Zadeklarował się do draftu NBA w 2012 roku. Został wybrany przez Boston Celtics z 22 numerem w pierwszej rundzie. 3 lipca 2012 podpisał kontrakt. Znalazł się w składzie Celtics na Ligę Letnią NBA.
14 listopada 2012, został asygnowany przez Celtics do partnerskiego klubu NBA Development League, Maine Red Claws. 10 grudnia został przywrócony do drużyny, jednak już dwa dni później został ponownie odesłany do D-League. 22 grudnia 2012 w meczu przeciwko Erie BayHawks Melo osiągnął triple-double, notując 15 punktów, 16 zbiórek i 14 bloków, którymi ustanowił również rekord D-League. 29 stycznia 2013 ponownie dołączył do Celtics. 1 lutego 2013 zadebiutował w NBA, grając 2 minuty i zdobywając jeden przechwyt. W trakcie tego sezonu jeszcze dwukrotnie był wysyłany do Red Claws: 8 lutego (powrócił 10 lutego) i 1 marca (powrócił 15 kwietnia). W całym sezonie, rozegrał 6 meczów w NBA, zaś w D-League 33.
15 sierpnia 2013 został wymieniony do Memphis Grizzlies w zamian za Donté Greene'a. 30 sierpnia został zwolniony przez klub z Tennessee. 10 września podpisał kontrakt z Dallas Mavericks, jednak został zwolniony 22 października, jeszcze przed startem kolejnego sezonu. 22 stycznia 2014 został pozyskany przez Maine Red Claws, a później tego samego dnia wymieniony do Texas Legends z D-League.
Zmarł 11 lutego 2017, w wieku 26 lat. Według źródeł został znaleziony martwy w swoim domu, w Juiz de Fora. Poszedł spać wieczorem i został znaleziony następnego dnia rano martwy w swoim łóżku przez matkę.